# اسقاط کافه خیارات
اِسقاط کافه خیارات اصطلاحی است در حقوق قراردادها که اصولاً در جهت قوام و ثبات قرارداد به کار می‌رود. با ورود این اصطلاح به قرارداد امکان بر هم زدن یک‌جانبه آن از بین می‌رود.اِسقاط خیارات می‌تواند ضمن عقد اصلی یا پس از آن صورت گیرد، چنان‌که ماده ۴۴۸ قانون مدنی ایران در این باره مقرر می‌دارد: «سقوط تمام یا بعضی از خیارات را می‌توان در ضمن عقد شرط نمود». "اِسقاط" مصدر باب اِفعال از ریشهٔ «س ق ط» به معنای افکندن، انداختن و از ارزش انداختن است. در اصطلاح حقوقی به از اعتبار انداختن حقی اعم از مالی یا غیرمالی اِسقاط می‌گویند. "کافه" (با ف مشدد) به معنی "همه" است. "خیار" هم به معنای اختیار فسخ است.